# Saints Row (відеогра, 2006)
Saints Row  — відеогра в жанрі пригодницький бойовик 2006 року, розроблена компанією Volition та видана THQ для Xbox 360. Вона вийшла в Північній Америці 29 серпня 2006 року, через два дні — в Австралії, а 1 вересня 2006 року — в Європі (того ж дня вийшла і мобільна версія). Дія гри розгортається у вигаданому місті Стілвотер (за зразком Чикаго, Детройта, Клівленда та Балтімора), а сюжет однокористувацької гри розповідає про створеного гравцем персонажа, який приєднується до банди «Святих 3-ї вулиці» після того, як вони врятували йому життя, і допомагає їм досягти успіху, підриваючи ворожі злочинні синдикати, водночас поступово завойовуючи власну репутацію всередині банди. Сюжет нелінійний і розділений на три окремі сюжетні арки для кожної конкуруючої банди, яку гравець повинен перемогти.
Сюжетні місії розблоковуються за очки «Поваги» — валюту, яку можна отримати, виконуючи міні-ігри та побічні місії. Поза межами основної історії гравці можуть вільно мандрувати Стілвотером, який складається з двох головних островів. Гра ведеться від третьої особи, а її світом можна пересуватися пішки або на транспортному засобі. Гравці можуть боротися з ворогами, використовуючи різноманітну вогнепальну зброю, і закликати на допомогу неігрових членів банди. Мережевий багатокористувацький режим дозволяє кільком гравцям брати участь у різноманітних кооперативних та змагальних режимах гри.
Після виходу Saints Row отримала загалом позитивні відгуки, багато критиків прихильно порівнювали її з серією Grand Theft Auto. До кінця 2006 року вона мала добрі фінансові показники, продавшись накладом понад 1 мільйон копій. Успіх гри започаткував франшизу Saints Row, що розпочалася зі Saints Row 2 у жовтні 2008 року.

## Ігровий процес
На початку гри гравці створюють свого персонажа за допомогою системи, яка дозволяє їм налаштувати його етнічну приналежність, фізичну форму, обличчя та зачіску. Після завершення першої місії гравці можуть вільно мандрувати відкритим світом гри, вигаданим містом Стілвотер, яке змодельоване за зразком Балтімора, Детройта та Чикаго. У грі використовується вид від третьої особи, що дозволяє гравцям вільно обертати камеру навколо свого персонажа. Гравці можуть бігати, стрибати, плавати або використовувати автомобілі для навігації по світу. Вони також можуть знову отримати доступ до системи кастомізації персонажа у пластичного хірурга, щоб застосувати косметичні зміни до свого персонажа. Вони можуть ще більше змінити зовнішній вигляд свого персонажа в магазинах одягу, тату-салонах, перукарнях та ювелірних, а також налаштувати транспортні засоби в автомайстернях. Особистий гараж можна використовувати для зберігання кастомізованих транспортних засобів, а знищені або втрачені транспортні засоби можна викупити за грошову винагороду.
У вступній місії бару та епілозі місії в Saints Row поділяються на три лінійні сюжетні дуги, які можна проходити одночасно або одну за одною, кожна з яких має на меті знищення конкуруючої банди. Гравці беруть участь у цих місіях у вільний час, але обов'язковою умовою для початку місії є заповнення смужки на лічильнику поваги, що дозволяє їм розблокувати місію і почати її виконання. Повага — це валюта, яку можна заробити, виконуючи завдання, що являють собою міні-ігри, які розкидані по всьому світу і мають зростаючі рівні складності. Місії та завдання також приносять гравцеві грошовий дохід, який можна витратити на товари та послуги, такі як зброя та одяг. Якщо гравець провалив місію, він може миттєво спробувати виконати її ще раз, не втрачаючи при цьому очок поваги. Кінотеатри, розкидані по всьому ігровому світу, дозволяють гравцям перегравати місії необмежену кількість разів.
Гравці використовують рукопашний бій, зброю ближнього бою, вогнепальну зброю та вибухівку для боротьби з конкуруючими бандами та поліцією. На екрані з'являється вільний приціл, коли у гравців є зброя. Доступ до зброї здійснюється через систему інвентаризації «колесо зброї», яке з'являється на екрані, коли гравці утримують кнопку. Кожен з восьми слотів на колесі відповідає різним типам зброї, наприклад, автоматам і пістолетам. Гравці можуть мати при собі лише один тип зброї одночасно. У Saints Row використовується регенерація здоров'я, але цей процес можна прискорити, якщо їсти фаст-фуд.
Система «рівня розшуку» регулює реакцію протилежних сил на агресивні дії гравців. У верхній частині екрана, що оточує міні-мапу, є дві смужки: верхня смужка представляє конкуруючі банди, а нижня — поліцію. Коли гравці підбурюють протиборчі сили, відповідна смужка заповнюється. Кожна заповнена клітинка представляє логотип спровокованого супротивника, будь то зірка, що представляє поліцію, або «знак банди», що представляє ворожу банду. Одна смужка поганої слави призведе до нелетальної відплати. Однак дві, три, чотири або п'ять смуг поганої слави призведуть до поступового посилення смертоносної реакції. Згодом рівень поганої слави вичерпується, але вороги продовжуватимуть бути агресивними до гравців, доки лічильник не зменшиться. Гравці можуть миттєво зняти свою погану славу, скориставшись проїзними сповідальнями, відвідавши пластичних хірургів, або ввівши чит-коди. Якщо гравця заарештує поліція, він знову з'явиться біля поліцейської дільниці з невеликою винагородою, зібраною з його заробітку.
Просування гравця по грі безпосередньо залежить від присутності його дружньої банди «Святі 3-ї вулиці» (3rd Street Saints). Ігровий світ поділений на райони, такі як район Червоних Ліхтарів або Даунтаун, кожен з яких складається з кількох кварталів. Кожен район контролюється конкуруючою бандою, але в міру того, як гравці виконують місії, Святі 3-ї Вулиці захоплюють райони, в результаті чого там з'являються вуличні члени банди. Меню паузи відображає велику карту ігрового світу, яка дозволяє гравцям переглядати графічне представлення вуличного ландшафту, а кольоровий фільтр над кожним з районів представляє банду, яка контролює цей район (фіолетовий для Святих, жовтий для Королів, червоний для Карналів і синій для Ролерів). У Saints Row є вбудований GPS-навігатор, який дозволяє гравцям встановлювати точки з напрямною лінією, що вказує найкоротший шлях до позначеного місця призначення. Гравці можуть залучати союзницькі сили, так званих друзяків, для допомоги в бою. Можна викликати вуличних членів «Святих 3-ї Вулиці», або ж гравці можуть викликати унікальних друзяк зі своїх мобільніх телефонів у грі. Гравці можуть також використовувати свій мобільний телефон для зв'язку з такими службами, як таксі, зв'язуватися з іншими номерами, розкиданими по карті на білбордах, або вводити чит-коди.

## Сюжет
Дія Saints Row розпочинається у 2006 році, коли місто Стілвотер потерпає від бандитських розбірок між трьома різними злочинними синдикатами: Вайс Кінгс- афроамериканським угрупованням, яке заробляє на стриптиз-клубах, борделях та звукозаписних компаніях; Лос Карналес — іспаномовний наркокартель, який домінує у торгівлі наркотиками та зброєю; і Вестсайд Роллерз- банда, що складається з кавказців та азіатів, які займаються підпільним іподромом, що дає їм змогу заробляти гроші на перегонах. Персонаж гравця, випадковий перехожий, потрапляє під перехресний вогонь між цими трьома бандами під час прогулянки вулицями району Сентс-Роу, але його рятує Трой Бредшоу (Майкл Рапапорт), член меншої міжрасової банди під назвою «Святі з 3-ї вулиці» (англ. 3rd Street Saints). Через зростання насильства лідер «Святих» Джуліус Літтл (Кіт Девід) приймає гравця в банду і доручає йому відвоювати Сентс-Роу у своїх суперників, а потім доручає працювати під керівництвом своїх головних лейтенантів — Декстера «Декса» Джексона (JAQ), Джонні Гета (Деніел Де Кім) та Лін (Тіа Каррере) — над знищенням кожної з банд-суперниць.
Гет зосереджується на нападах на підприємства Вайс Кінгс, включаючи інсценування смерті їхнього ключового активу — дівчини Гета і популярної R'n'B-співачки Аїші (Сі Сміт), що призводить до того, що лідера банди Бенджаміна Кінга (Майкл Кларк Дункан) зраджують його найближчі соратники, які відмовляються реагувати на дії Святих. Після того, як Джуліус врятував його, Бенджамін погоджується піти з банди в обмін на допомогу Святих у вбивстві його зрадницької наступниці — колишньої віце-королеви мадам Тані Вінтерс (Міла Куніс). Тим часом Декс зосереджується на Карналесах, пропонуючи гравцеві допомогти Святим взяти під контроль їхні наркооперації і врешті-решт усунути їхніх лідерів, братів Гектора (Жоакім де Алмейда) і Анхело Лопеса (Фредді Родрігес), а також укласти угоду з головним колумбійським постачальником банди Мануелем Орехуелою (Карлос Ферро). Паралельно Лін працює під прикриттям серед ролерів, зрештою дізнавшись, що банду очолюють вуличний гонщик Джозеф Прайс (Грегорі Сімс) та його дядько, багатий приватний адвокат Вільям Шарп (Девід Каррадін). Гравець допомагає Лін завоювати довіру Прайса, але Шарп зрештою здогадується, що Лін — «кріт», і намагається вбити її та гравця. Лін не виживає після зустрічі, тому гравець мстить, вбиваючи Шарпа і Прайса.
Після того, як місто опинилося під контролем Святих, Джуліус винагороджує гравця за його зусилля, призначивши його своїм головним лейтенантом. Однак незабаром після цього корумпований начальник поліції Стілвотера, Річард Монро, заарештовує Джуліуса і змушує гравця вбити мера міста для його опонента, олдермена Річарда Г'юза (Кленсі Браун), під загрозою вбивства Джуліуса у в'язниці. Гравець виконує вимогу, але Монро відмовляється звільнити Джуліуса, що призводить до того, що Святі влаштовують засідку на кортеж Монро, вбивають його і рятують Джуліуса. Після перемоги на виборах мера Г'юз запрошує гравця на свою приватну яхту, де розкриває свої наміри заарештувати Святих і продати Сентс-Роу приватним забудовникам після знесення. Тим часом з'ясовується, що Трой був поліцейським під прикриттям, який працює над знищенням Святих, а Джуліус спостерігає за яхтою здалеку, розмістивши на ній приховану вибухівку. Коли Джуліус від'їжджає, яхта руйнується від вибуху, в результаті якого гинуть усі, хто був на борту, і історія закінчується на кульмінаційному моменті.
Під час фінальних титрів Джек Армстронг (Девід Г. Лоуренс XVII) і Джейн Вальдерамма (Лаурі Хендлер) дають останній випуск новин про нещодавні події в Стілвотері, що підводить до подій Saints Row 2.

## Розробка
Volition розпочала роботу над Saints Row у 2003 році над грою для PlayStation 2 під назвою Bling Bling.
Раніше презентацією бета-версії порту для Wii займалася компанія Mass Media, Inc.
Філософія дизайну структури арок місій Saints Row полягала в тому, щоб надати гравцям більше свободи у взаємодії з відкритим світом. Розробляючи три сюжетні арки, команда хотіла забезпечити нелінійний підхід, дозволивши гравцям просуватися по сюжету на власний розсуд. Дотримання такої філософії дизайну створило виклик для команди, оскільки вони повинні були збалансувати відкриту структуру місії з розвитком сюжету, який відчувався б природним і цікавим для гравця. «Історії, за визначенням, досить лінійні, тому ці дві цілі суперечили одна одній», — вважає директор з дизайну Крістофер Стокман.
Під час розробки команда звернулася до попередніх ігор з відкритим світом, щоб встановити принципи інновацій, прийнявши філософію дизайну «все має значення». Команда хотіла поєднати ігрові механіки разом, щоб місії, дії та можливості кастомізації працювали в тандемі. Стокман відчував, що попередні ігри з відкритим світом недостатньо винагороджували гравців за експерименти з пісочницею, оскільки розвиток сюжету було виведено з вільного ігрового процесу. На основі цієї думки була розроблена концепція активностей; гравців у Saints Row заохочуватимуть до позамісійного контенту, оскільки просування через активності відкривало б більше сюжетних місій. Команда проводила оглядові зустрічі, щоб оцінити, як розвиваються завдання і чи потрібно їх доопрацювати. Деякі завдання зазнали більших змін у дизайні, ніж інші: у попередній версії «Наркоторгівлі» гравці мали б їздити містом, роздаючи наркозалежним наркотики під тиском часових обмежень. Паралельно команда допрацьовувала захисні послідовності в сюжетних місіях, що вплинуло на остаточну редакцію завдання «Наркоторгівля».
Розвиток міста Стілвотер вимагав зменшення масштабів змін, щоб зробити ігровий простір, яким можна було б комфортно пересуватися. На ранній стадії розробки команда відрендерила елементарну модель міста в рушії та їздила на ній, щоб відчути масштаб міста. Їм здалося, що модель занадто мала, тому вони збільшили її розміри вчетверо, але незабаром довелося зменшити її до більш зручного для керування розміру. Знайшовши відповідний розмір, команда почала детально працювати над містом, додаючи транспортні мережі та будівлі. За необхідності команда вносила подальші зміни в процесі роботи, збалансовуючи кількість моделей інтер'єру, таких як магазини та будівлі, пов'язані з місією, в кожному районі так, щоб жодна частина міста не відчувалася більш щільною, ніж інша. Деякі райони, заплановані для міста, такі як критий торговий центр, залізничний вокзал і трейлерний парк, були вирізані під час розробки і додані в Saints Row 2.

## Саундтрек
Саундтрек Saints Row включає понад 130 музичних композицій, що охоплюють класику, легку музику, драм-н-бейс/брейкбіт, метал, реггі, рок, R&B та хіп-хоп жанри. Музика представлена 12 радіостанціями, а також вбудованим музичним плеєром, доступним через меню паузи. Пісні для плеєра можна придбати у франшизі музичної крамниці «Scratch That Music» у Стілвотері, використовуючи ігрові гроші.

## Контент, який можна завантажити
Було випущено кілька пакетів завантажуваного контенту (DLC). До них відносяться наступні:
Funky Fresh Pack — гравці отримують понад шістдесят ексклюзивних варіантів одягу та аксесуарів
Industrial Map Pack — гравці отримують нову карту для використання в змагальних багатокористувацьких режимах
Ho Ho Ho Ho Pack — гравці отримують костюми та зачіски на різдвяну тематику
Gankster Pack — гравці отримують два ексклюзивні автомобілі та кооперативну місію
Ексклюзивний Unkut Pack — гравці отримують доступ до вбрання та татуювань у стилі Unkut
Станом на 2013 рік ці DLC більше не доступні в мережі Xbox Live. Вони були знову представлені 29 липня 2015 року.

## Прийом
Ще до виходу роздрібної версії Saints Row демо-версія встановила тодішній рекорд Xbox Live Marketplace, завантажившись понад 350 000 разів за перший тиждень після релізу.
Гра отримала «схвальні» відгуки згідно з сайтом Metacritic. Рецензенти порівнювали Saints Row з серією Grand Theft Auto; деякі вважали, що гра покращила ігровий процес Grand Theft Auto, але інші критикували відсутність оригінальності гри. Стівен Емблінг з play.tm написав, що хоча гра «не отримає жодних нагород за оригінальність», графіка та звуковий дизайн гри були «вражаючими» і «дуже похвальними». Райан МакКафрі з GamesRadar+ вважав гру гідним вступом у жанр, що належить Grand Theft Auto, високо оцінивши графіку гри та використання рушія Havok, але нарікаючи на систему «Поваги» за те, що вона заважає сюжетному розвитку. Вілл Таттл з GameSpy вважає, що хоча не всі гравці позитивно відреагують на систему «Поваги», яка вимагає проходження місій, «Діяльність» «пропонує деякі з найбільш пам'ятних послідовностей у грі». Скотт Шаркі з 1UP.com зазначив, що в Saints Row прибрали елементи, які розчаровували в попередніх іграх Grand Theft Auto, такі як час завантаження між частинами міста та бої, залежні від автоматичного прицілювання, але вважає, що спроби відтворити міську бандитську культуру та сатиру «настільки заїжджені, що кидають прикру тінь на все це». В Японії, де гра була портована для релізу 21 червня 2007 року, Famitsu оцінив її на дев'ять, дві вісімки та одну дев'ятку, загалом 34 з 40 балів.
Detroit Free Press оцінив гру в чотири зірки і сказав, що це «найглибший і найзахопливіший на сьогоднішній день з усіх вуличних шутерів з вільним пересуванням. У грі безліч місій та активностей». The Times також оцінив її на п'ять зірок і сказав: «Ця гра гарантовано образить і розважить однаковою мірою, але вона точно не для дітей». The Sydney Morning Herald дав їй чотири зірки з п'яти і сказав, що грі «бракує розумної витонченості та веселого почуття бешкетництва Grand Theft Auto, і більша частина її гумору не має сенсу. Але в ній є багато розваг, які можна отримати, чекаючи на справжню гру (GTA IV), що вийде в жовтні наступного року». 411Mania поставила їй 7,5 балів з 10 і сказала, що вона «така ж захоплююча і до гріху весела, як і гра, яку вона імітує, і це той випадок, коли імітація є найкращою формою лестощів». A.V. Club аналогічно поставив їй четвірку і назвав «ідеальним симулятором бандита для ваших молодших братів і сестер».
Saints Row отримала нагороди від GameSpot як «Найдивовижніша гра 2006 року», а також від Gaming Target як одна з 52 ігор, в які ми ще будемо грати з 2006 року. Saints Row була продана тиражем понад 2 мільйони копій, і відтоді приєдналася до лінійки «Платинових хітів» для Xbox 360.